# The Meeting (film 1917 Robertson)
The Meeting è un cortometraggio muto del 1917 diretto da John S. Robertson (come John Robertson).

## Produzione
Il film fu prodotto dalla Vitagraph Company of America (come Broadway Star Features).

## Distribuzione
Distribuito dalla Greater Vitagraph (V-L-S-E), il film - un cortometraggio in una bobina - uscì nelle sale cinematografiche statunitensi il 19 febbraio 1917.